# Вандализм (произведения искусства)

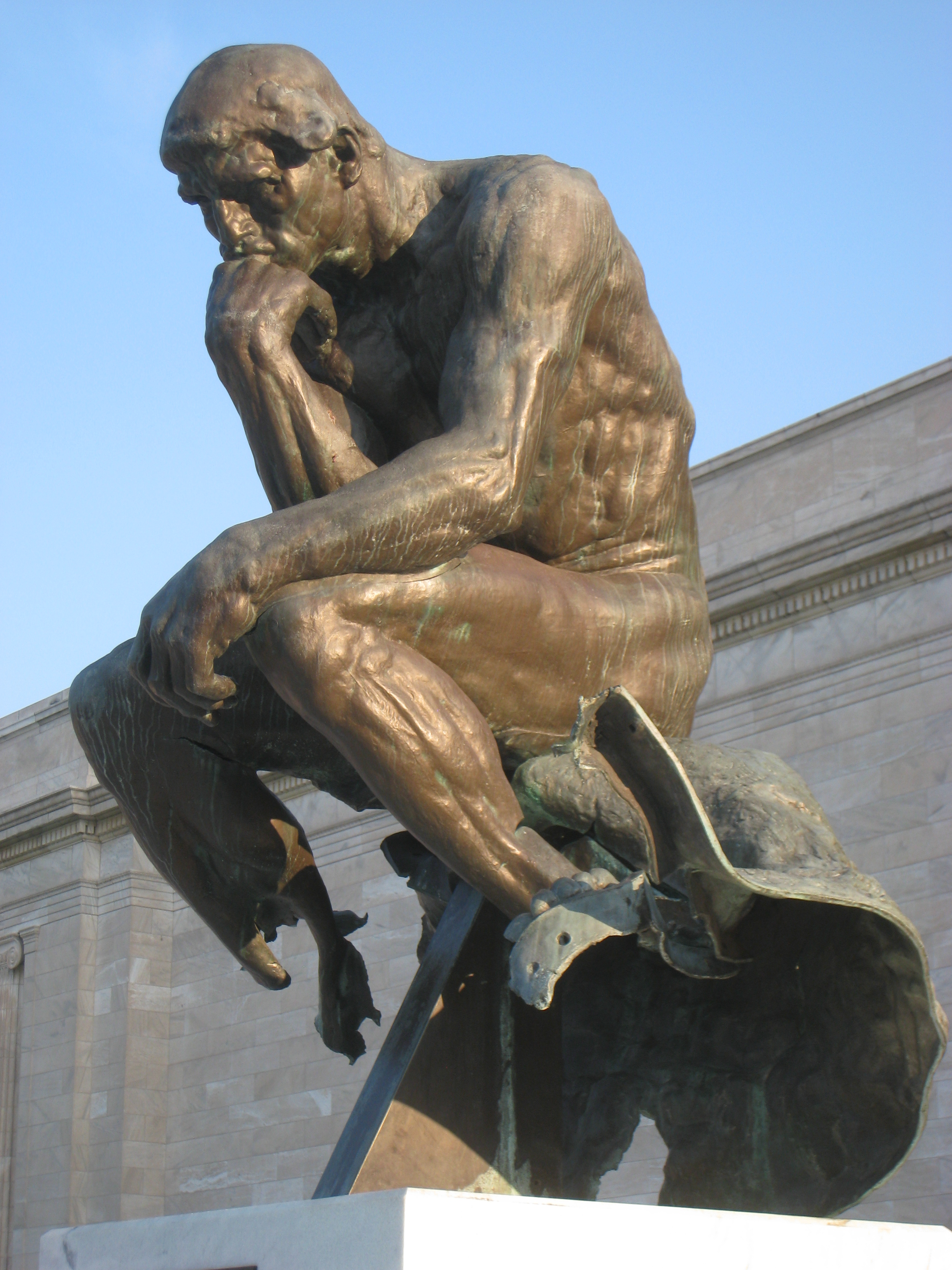
Разрушенный слепок «Мыслителя» Огюста Родена, Художественный музей Кливленда, Кливленд, Огайо, США

Вандализм по отношению к искусству  — намеренное повреждение произведений искусства. Объект, обычно выставленный в публичном пространстве, повреждается в результате направленного действия, после чего оставляется на своём месте. Подобные действия могут служить отличием вандализма от уничтожения предметов искусства и иконоборчества — в таком случае предмет искусства может быть полностью уничтожен либо изъят — а также от воровства и перемещения культурных ценностей в военное время.
Известны многочисленные акты вандализма, направленные против художественных выставок, а некоторые произведения, такие как «Мона Лиза», «Ночной дозор», «Русалочка» были намеренно повреждены несколько раз. У многих вандалов было диагностировано психическое расстройство. У некоторых, таких как Ханс-Йоахим Больман, за спиной имелись множественные случаи повреждения произведений искусства. Подавляющее количество повреждений наносится путём оставления небольших царапин, рисования ручкой, приклеивания жевательной резинки и так далее, подобные случае обычно не обнародуются. Более значительные акты вандализма являются спланированными заранее, так как необходимый для них инструмент — нож, краска, кислота или молоток — приносится намеренно. В большинстве случаев произведения реставрируются. Однако реставрация является затратной в плане времени и денег, и во многих случаях сопровождается применением мер по защите работы от будущих посягательств.

## История термина
Термин вандализм был придуман Анри Грегуаром, епископом Блуа в 1794 для описания повреждений произведений искусства, сопровождавших Великую французскую революцию. Термин отсылает к нападению на Рим, предпринятому в 455 году германским племенем Вандалов, результатом которого стало повреждение многочисленных произведений искусства. Впоследствии он быстро разошёлся по всей Европе.

## Методы

### Кислота и краска
В 1880 году выставка работ Василия Верещагина в Вене спровоцировала недовольство в лице Католической церкви, кульминацией которого стало повреждение двух картин: «Святого семейства», и «Воскресения Христова». Монах выплеснул такое количество кислоты, что она практически уничтожила их.
В 1974 году Тони Шафрази красным балончиком написал «KILL LIES ALL» поверх картины Пабло Пикассо Герника. Шафрази предположительно высказывал протест, направленный против освобождения Ричардом Никсоном Уильяма Келли, участвовавшего в резне в общине Милай. Краска была довольно легко удалена с лакового покрытия картины.
15 июня 1985 года на картину Рембрандта «Даная», находящуюся в Эрмитаже было совершено посягательство. Мужчина, у которого позже продиагностировали ментальное расстройство, сперва облил холст серной кислотой, и затем дважды изрезал его ножом. Вся центральная часть композиции была практически уничтожена. Реставрация заняла 12 лет, в период между 1985 и 1997 годами. С тех пор картина находится под защитным стеклом.
В 1997 году Александр Бренер нарисовал зелёной краской знак доллара на картине Казимира Малевича «Супрематизм». Полотно было отреставрировано, а Бренер провёл 5 месяцев в тюрьме.
13 июня 2012 года Уриэль Ландерос чёрным баллончиком нарисовал быка и матадора, а также написал «Conquista»(Конкиста) на картине Пабло Пикассо «Женщина в красном кресле». Он был осуждён за хулиганство и изображение граффити и приговорён к двум годам в тюрьме.
В 2017 году подозреваемый в терроризме человек напал на охранников Лувра с мачете и, как выяснилось, проносил с собой «аэрозольные бомбы» с целью «изуродовать произведения музея».

### Нож

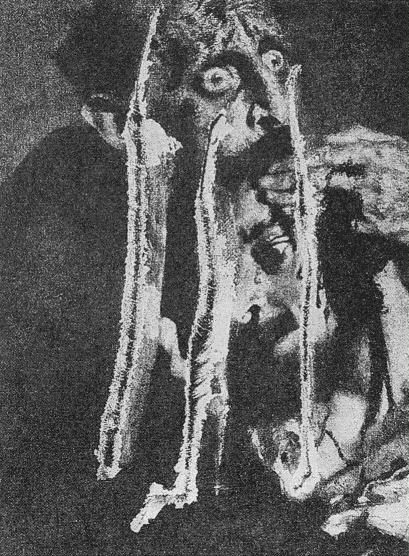
Фрагмент картины «Иван Грозный и сын его Иван», который был повреждён в 1913 году

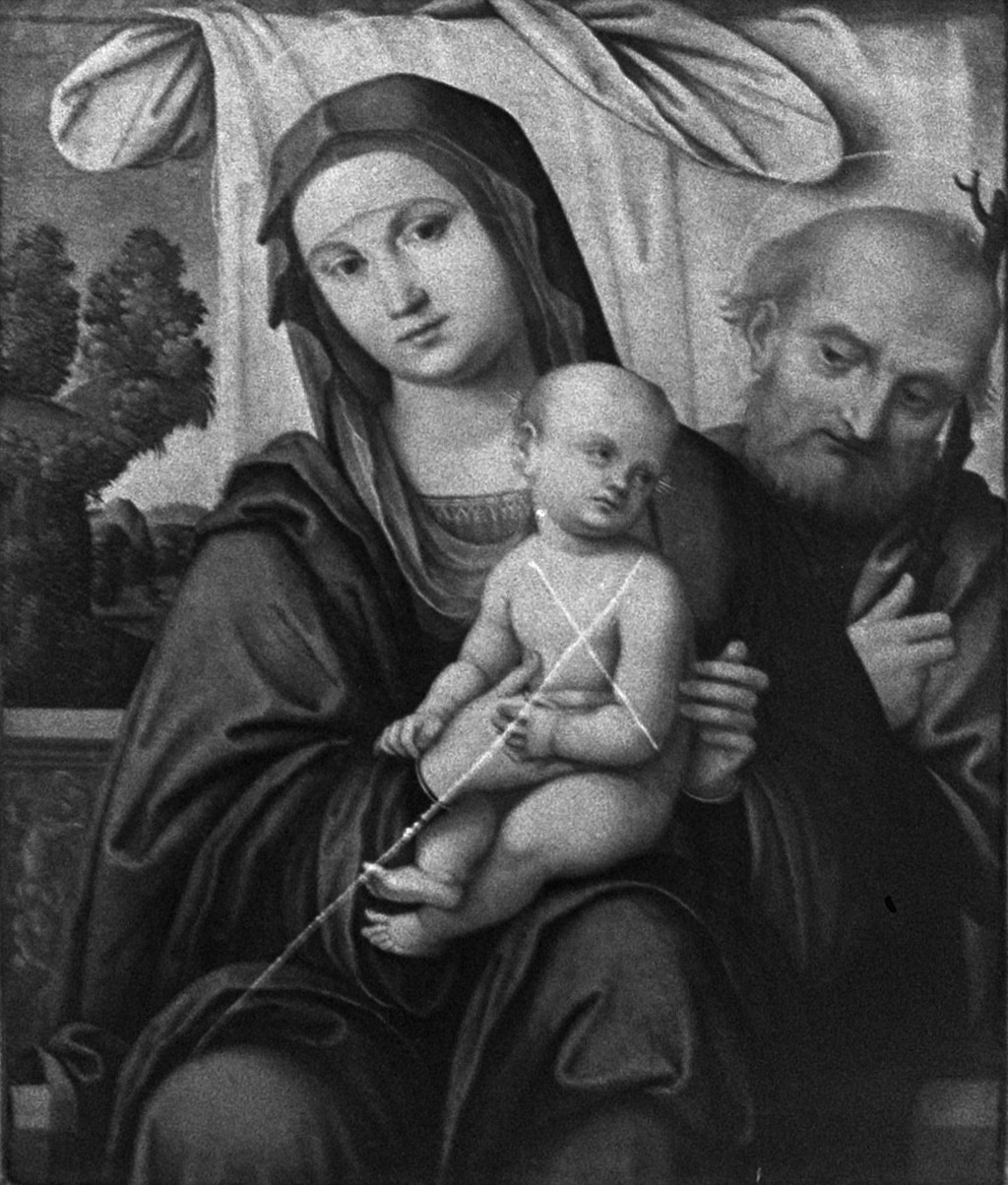
" Лоренцо Косты(Городской музей Амстердама), с надрезами, оставленными неизвестным в 1969 году

16 января 1913 года 29-летний иконолог Абрам Балашов совершил нападение на картину Ильи Репина «Иван Грозный и сын его Иван», находящуюся в Третьяковской галерее. Тремя ударами ножа он прорезал лица обоих персонажей. Балашева сочли психически нездоровым и заперли в психиатрическом госпитале. Картина была отреставрирована двумя ведущими экспертами России в течение недели, реставрации в большой степени помогли две сохранившиеся фотографии картины хорошего качества. 10 марта 1914 года воинственная суфражистка Мэри Ричардсон вошла в Лондонскую национальную галерею и при помощи секача изрезала картину Диего Веласкеса «Венера с зеркалом». Её действия предположительно были спровоцированы совершенным за день до этого арестом её коллеги — суфражистки Эммелин Панкхёрст, хотя и до этого события музеем были получены предупреждения об атаке на коллекцию. Ричардсон оставила на картине семь порезов, которые затем были успешно устранены. Её приговорили к шести месяцам заключения — максимальному сроку за повреждение произведения искусства. На заседании Женского социально-политического союза, проходившего незадолго после её освобождения, она объяснила свои действия следующим образом: «Я попыталась уничтожить изображение самой красивой женщины в мифологии в качестве протеста правительству, направленного против „уничтожения“ Миссис Панкхёрст, которая является самой красивой женщиной современной истории». В 1952 году она добавила, что ей не нравилось то, как «мужчины пялились на неё(картину) весь день».

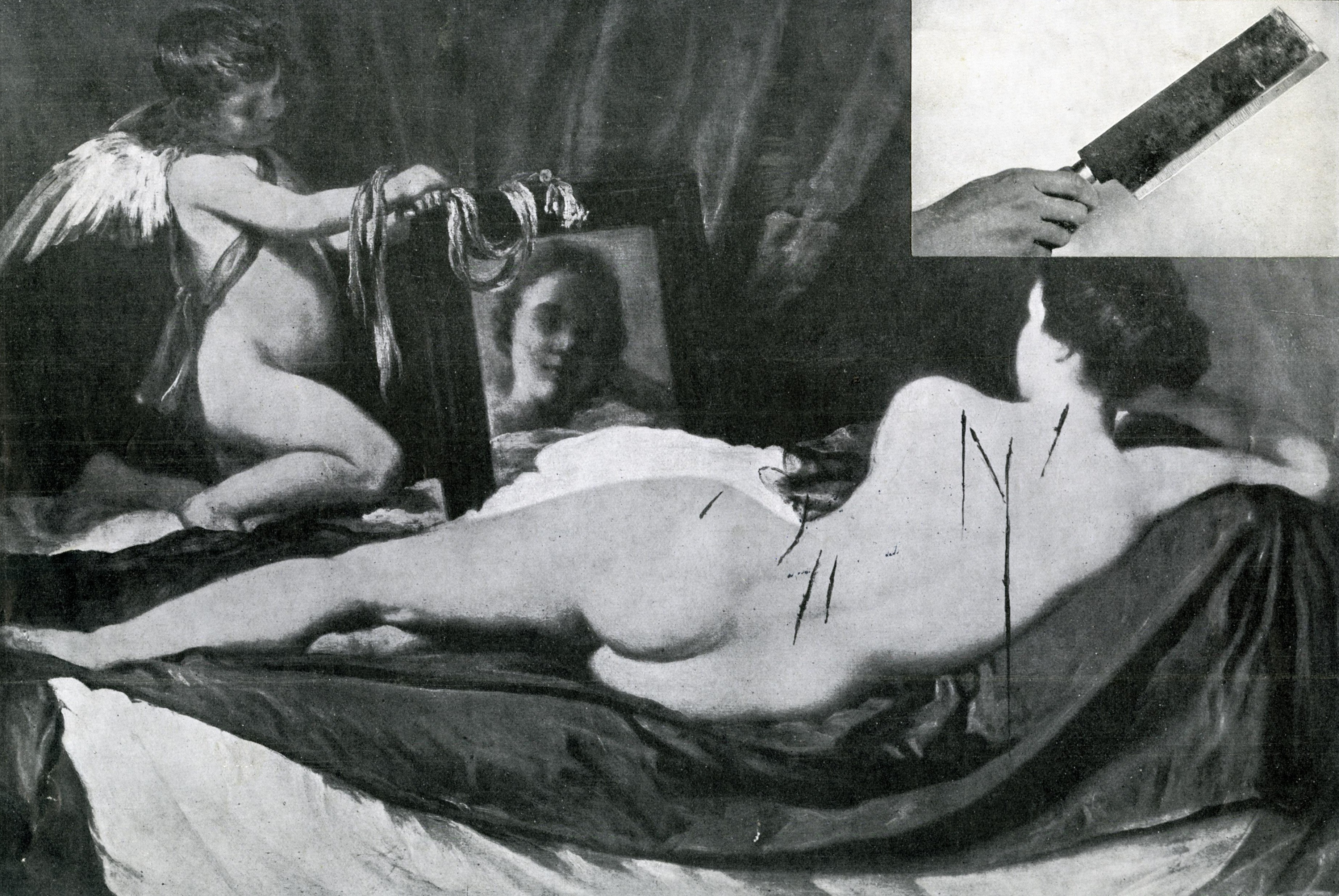
Порезы на картине «Венера с зеркалом», оставленные Мэри Ричардсон при помощи секача (сверху справа) в 1914.

В сентябре 1969 года неизвестный человек оставил большие царапины на пяти картинах Городского музея Амстердама, наибольший ущерб был нанесён «Святому семейству» Лоренцо Косты.
6 апреля 1978 года 31-летний голландский художник, рассерженный тем, что ему не заплатили власти Амстердама, проделал три 30-40 сантиметровых пореза в центе картины Винсента Ван Гога «Колыбельная», находящейся в Городском музее Амстердама. Несколькими днями ранее, 27-летний итальянец разрезал картину «Поклонение золотому тельцу» Никола Пуссена.
В 1986 году мужчина, «желавший отомстить абстрактному искусству», разрезал ножом картину «Кто боится красного, жёлтого и голубого III» Барнетта Ньюмана. Реставрация работы заняла 5 лет и обошлась в 450,000 долларов. После того, как вандал отсидел пять лет в тюрьме, он разрезал другую картину Ньюмана.
Довольно необычный случай, который может быть и не расценен как вандализм, произошёл в 1908 году. В мае того года была устроена выставка картин Клода Моне, которые на тот момент уже были расхвалены критиками и оценивались в 100,000 долларов (цена на 1908 год). Несмотря на это, Моне решил, что недоволен своими работами и внезапно испортил их все при помощи ножа и кисточки с краской.

### Разбитые и раздавленные
7 февраля 1845 года Портлендская ваза, римская стеклянная ваза камея, датируемая промежутком между 25 и 5 годами до н. э., была разбита пьяным посетителем Британского музея Уильямом Ллойдом. Экспонат был собран по кусочкам и в дальнейшем несколько раз подвергался реставрации, ни одна из которых не была полностью успешной. Её внешний вид стал удовлетворительным только после её последней реставрации в 1987 году.
14 сентября 1991 года, «невменяемый» мужчина напал на «Давида» Микеланджело молотком, который он пронёс под курткой, успев повредить пальцы левой ноги перед тем, как был задержан. Образцы, собранные после инцидента, помогли учёным установить, что используемый при создании скульптуры мрамор, был добыт из карьера в центральной из трёх долин коммуны Каррара (итальянское название долины — Miseglia). Статуя была отреставрирована.
«Пьета», ещё одна работа Микеланджело, является одной из скульптур Возрождения, находящейся в Соборе Святого Петра в Ватикане. 21 мая 1972 года 33-летний психически нездоровый геолог Ласло Тот совершил покушение на статую, использовав геологический молоток и крича при этом «Я Иисус Христос!». Он пытался отколоть фрагменты века, шеи, головы, вуали и левого предплечья. В результате левая рука упала на пол, при этом её пальцы сломались. Большинство сломанных фрагментов были собраны сотрудниками, но некоторые забрали туристы. Скульптуру починили и теперь она защищена пуленепробиваемым стеклом. Ласло Тоту не выдвинули обвинений, однако его сочли опасным для общества и на два года заключили в психиатрическое учреждение в Италии.
17 февраля 2014 года художник из Флориды Максимо Каминеро разбил цветную вазу китайского художника по имени Ай Вэйвэй в качестве протеста, направленного против того, что Музей искусств Перес выставляет мало работ местных художников. Ваза была оценена в 1 миллион долларов. Каминеро был впоследствии арестован и обвинён в причинении ущерба.
26 мая 2018 года на картину Репина «Иван Грозный и сын его Иван» было совершено очередное покушение. 37-летний пьяный мужчина схватил металлическую стойку и начал неоднократно бить картину, разбив защитное стекло и сильно повредив оригинальную деревянную рамку и порвав центральную часть полотна. К счастью, наиболее важные детали работы, такие как головы царя и его сына, остались невредимы.

### Помада
В 1912 году, молодая женщина поцеловала портрет авторства Франсуа Буше в лоб, глаза и нос. Она предположительно хотела привлечь к себе внимание.
В 1977 году 43-летняя Рут Ван Херпен поцеловала картину Джо Байера, находящуюся в Оксфордском музее Современного искусства, пытаясь, как она сказала, приободрить «холодную» картину. Она была приговорена к выплате компенсации для реставрации картины в размере 1,260 долларов.
В 1998 году картину Энди Уорхола «Ванная», оцениваемую в несколько сотен тысяч долларов, во время мероприятия в музее поцеловал вандал. Так как Уорхол не покрыл картину лаком, реставраторы Музея искусств Карнеги опасались, что традиционные растворители приведут к тому, что помада впитается в картину, и лишь ухудшат ситуацию.
19 июля 2007 года полиция арестовала художницу по имени Ринди Сэм после того, как она поцеловала картину Сая Твомбли «Федр»(Pheadrus), оставив при этом отпечаток красной помадой. Произведение, оцениваемое в 2,830,000 долларов, было выставлено в Музее Современного искусства в городе Авиньон во Франции. Первые попытки вывести помаду, при которых использовалось примерно 30 разных химикатов, не увенчались успехом. Сэм осудили за «добровольную порчу произведения искусства». В суде в свою защиту она сказала следующее: «Это был просто поцелуй, жест любви. Я поцеловала её не думая; я полагала, что художник понял бы … Это был творческое действие, вызванное силой Искусства». В ноябре 2007 года её признали виновной и обязали выплатить 1,000 евро владельцу картины, 500 евро музею Авиньона, где она выставлялась, и 1 евро художнику. В июне 2009 её также приговорили к выплате в размере 18,840 евро галерее Ивона Ламберта.
Распространённость актов вандализма с применением помады побудило некоторые музеи обязывать гостей смывать макияж перед тем как они смогут войти в музей, хотя данная практика остаётся весьма противоречивой

### Огнестрельное оружие
В июле 1987 года мужчина по имени Роберт Кембридж вошёл в Лондонскую национальную галерею с обрезом, спрятанным под курткой. Он выстрелил в картину «Мадонна с Младенцем со святой Анной и маленьким Иоанном Крестителем» Леонардо да Винчи с дистанции примерно два метра. Дробь не пробилась сквозь защитное стекло, но разбила его, и осколки повредили картину. Кембридж сказал полиции, что он хотел выразить своё отвращение к «политической, социальной и экономической ситуацией в Британии»; его поместили в учреждение для душевно больных. Реставрация картины заняла больше года.

### Другие приспособления
В 1996 году канадский мультимедийный художник Джубал Браун совершил покушение на картину Рауля Дюфи «Порт Гавра», находившуюся в Художественной галерее Онтарио в Торонто, и на картину Пита Мондриана «Композиция с красным и синим» в Музее современного искусства. предварительно съев синий краситель, он намерено сделал так, чтобы его вырвало на картину.
В январе 1998 вандалы проделали дыры в двух картинах Анри Матисса — «Пианистка и игроки в шашки»(1924) и «Японка»(1901) — выставленных в Капитолийских музеях. Дыры были заделаны через несколько дней.
В январе 2004 посол Израиля в Швеции Цви Мазель попытался нанести ущерб инсталляции «Белоснежка и безумие правды», отключив фонари и бросив один из них в бассейн, вызвав тем самым короткое замыкание.
24 февраля 2006 года 12-летний мальчик прикрепил жевательную резинку к абстрактной картине Элен Франкенталер «The Bay»(бухта) стоимостью 1,5 миллиона долларов, которая была выставлена в Детроитском институте искусств. Реставрационный отдел музея успешно очистил и отреставрировал картину, которая в июне 2006 была выставлена вновь.
В 2007 году на картину «Триумф Давида» (1640) Оттавио Ваннини, которая была выставлена в Художественном музее Милуоки, было совершено нападение 21-летним парнем, у которого ранее уже наблюдались признаки психического заболевания. Он стянул картину со стены и потоптался на ней. Говорится, что он был встревожен изображением отрезанной головы Голиафа.
В 2007 году вандалы ранним утром вломились в музей Орсе в Париже, отключили сигнализацию и повредили картину Клода Моне «Мост в Аржантее». Они оставили порез длиной в 10 сантиметров в центре картины, ударив её рукой или использовав острый инструмент.
В 2012 году 49-летний мужчина по имени Эндрю Шеннон пробил большую дыру в картине Клода Моне «Парусник в бухне Аржантей», оцениваемой в 10 миллионов евро, когда она была выставлена в Национальной галерее Ирландии. Расследование полиции раскрыло, что акт вандализма был совершён целенаправленно и, несмотря на утверждения о том, что у Шеннона имелись проблемы с сердцем, его посадили в тюрьму на пять лет. После полутора лет реставрации, первого июля 2014 года картина была вновь вывешена в музее, на этот раз под защитным стеклом. Реставрация восстановила повреждённую область (7 %), сшив обратно микроскопические волокна.

## Множественные акты вандализма

### Ханс Йоахим-Больман
Ханс Йоахим-Больман (1937—2009) был серийным вандалом. В период между 1977 и 2006 годами он повредил около 50 картин общей стоимостью больше чем 270 миллионов немецких марок(примерно 138 миллионов евро). Повреждены были работы таких художников, как Рубенс, Рембрандт, Дюрер и др. Больман страдал расстройством личности и с детства проходил лечение в различных психиатрических лечебницах. В большинстве случаев он разбрызгивал на картины серную кислоту, целясь при этом в лица персонажей.

### Мона Лиза

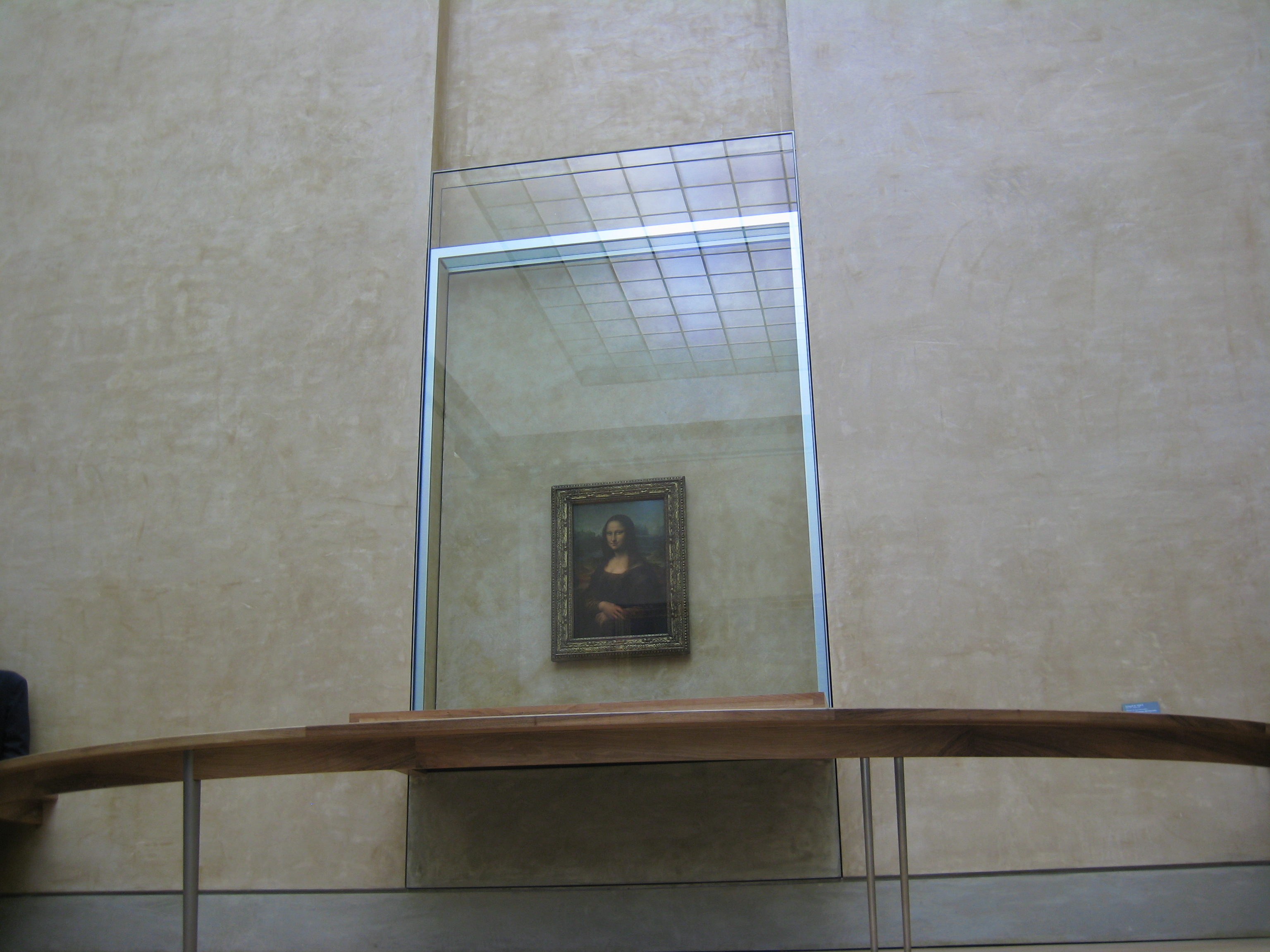
Установка «Мона Лизы» в Лувре.

«Мона Лиза» Леонардо да Винчи всегда привлекала вандалов и на данный момент считается одним из самых защищённых произведений искусства. 30 декабря 1956 молодой боливиец по имени Уго Унгаза Вильегас кинул в картину камень, что привело к повреждению частички пигмента рядом с левым локтем, которая потом была закрашена.
Использование пуленепробиваемого стекла защищало картину от более поздних атак подобного рода. В апреле 1974 года женщина-инвалид, расстроенная труднодоступностью музея для инвалидов, разбрызгала красную краску на стекло, когда картина была выставлена в Токийском национальном музее. 2 августа 2009 года россиянка, расстроенная тем, что ей отказали во французском гражданстве, кинула терракотовую чашку или чайную кружку, купленную в музее, в картину. Сосуд разбился о защитное стекло. В обоих случаях картина не пострадала.

### Ночной дозор

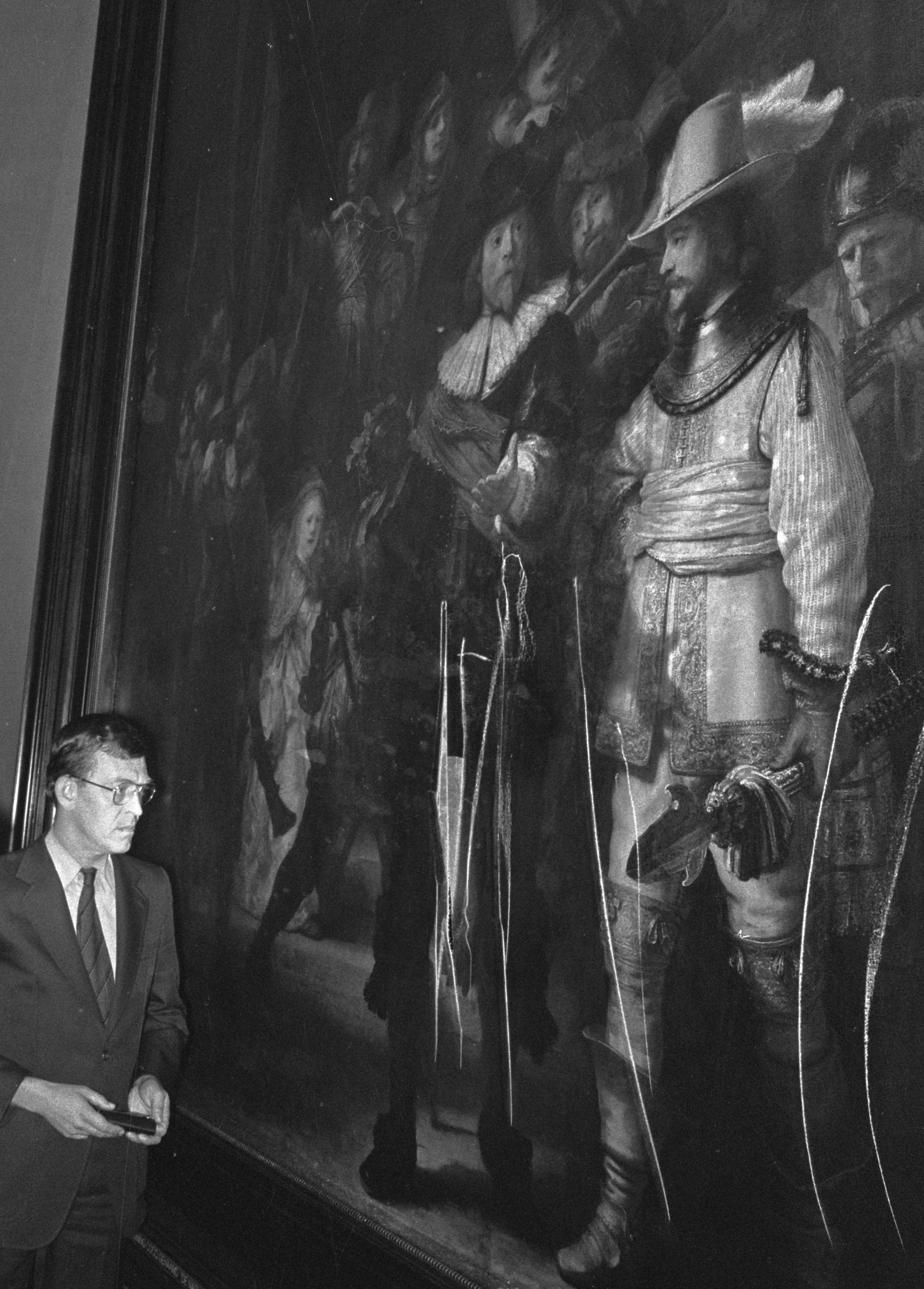
«Ночной дозор» Рембрандта после того, как была изрезана Уильямом де Рийком в сентябре 1975 года

«Ночной дозор» (1642) Рембрандта — одна из самых популярных картин собрания Рейксмюзеум в Амстердаме. Её посещает примерно 4-5 тысяч человек ежедневно, а стоимость картины в 1970-х оценивалась в 925 тысяч долларов. Картина была подвержена вандализму несколько раз. 13 января 1911 года безработный, бывший ранее поваром на флоте, попытался изрезать её ножом, но не смог прорвать толстый слой лака, нанесённый на картину. В 1975 году Уильям де Рийк, безработный учитель истории, оставил на полотне десятки зигзагообразных разрезов ножом до того, как его схватили охранники. За день до этого де Рийка не впустили в музей, так как он пришёл после его закрытия. После инцидента его сочли психически больным и отправили в психиатрический госпиталь, в котором 23 апреля 1976 года он совершил самоубийство. Реставрация картины заняла шесть месяцев и на ней до сих пор видны следы порезов. В 1990 году мужчина облил полотно кислотой. Охранникам удалось быстро смыть её водой, в результате кислота повредила лишь лаковое покрытие. Картину затем отреставрировали вновь.

### Русалочка
«Русалочка» — статуя, изображающая русалку из одноимённой сказки Ханса Кристиана Андерсена. Статуя находится в бухте в Копенгагене и является символом города, а также одной из главных туристических достопримечательностей. Статуя была повреждена и изуродована столько раз в период с середины пятидесятых годов прошлого века по 2007 год, что власти города заявили, что она может быть перенесена дальше в пределах порта, чтобы избежать вандализма и не позволять туристам взбираться на неё.
Главной формой вандализма по отношению к статуе было его обезглавливание. 24 апреля 1964 года статуя была спилена и украдена художниками — членами политизированного движения под названием ситуационизм. Голову так и не вернули, так что вместо неё была спроектирована новая, которую затем приделали к статуе. 6 января 1998 года статую снова обезглавили. Виновных так и не нашли, но голова была анонимно подброшена к находящейся неподалёку телевизионной станции и затем приделана вновь.
В ночь 10 сентября 2003 года статую сбили с постамента взрывчаткой, позже она была найдена в воде в пределах порта. При этом в руке и колене были пробиты дыры.
Статую несколько раз обливали краской: один случай произошёл в 1963 году и ещё два в марте и мае 2007. 8 марта 2006 года статую облили зелёной краской и приделали к руке фаллоимитатор.

## Вандализм как политический протест
На набережной города Остенде находится монумент, изображающий Леопольда II и благодарных ему рыбаков и конголезцев. Надпись, которой сопровождаются изображения последних, гласит: «De dank der Congolezen aan Leopold II om hen te hebben bevrijd van de slavernij onder de Arabieren» («Благодарность конголезцев Леопольду II за освобождение от арабского господства»). В 2004 году группа активистов отрезала руку крайней левой фигуре конголезца в знак протеста совершаемым в Конго зверствам. Городской совет решил оставить статую в подобном положении, без руки.
Во время протестов, начатых после гибели Джорджа Флойда, скульптура «Служить и защищать», находящаяся в здании общественной безопасности Солт-Лейк-Сити, была подвержена вандализму. Скульптура представляет собой пару огромных рук, олицетворяющих полицейскую службу. Она была закрашена таким образом, что руки казались окровавленными. Данный акт был совершён с целью привлечь внимание к проблеме полицейской жестокости. Краску смыли на следующий день.

## Похожие статьи
- Уничтожение произведений искусства
- Подделка произведений искусства
- Арт-интервенция
- Кража произведений искусства
- Трофейное искусство в годы Второй мировой войны
- Дегенеративное искусство
- Иконоборчество
- Перемещённые культурные ценности